# Brahim Chettah
Brahim Chettah (ur. 14 października 1980) – algierski biegacz długodystansowy.   
Zajął szóste miejsce w półmaratonie Letniej Uniwersjady 2003. Na Letniej Uniwersjadzie 2005 zajął siódme miejsce w biegu na 10 000 metrów i dziesiąte w półmaratonie. Brał również udział w Mistrzostwach Świata w Cross Country w 2005 i 2008 roku.